# Lee Kun-hee
Dans ce nom coréen, le nom de famille, Lee, précède le nom personnel.
Pour les articles homonymes, voir Lee.
Lee Kun-hee (hangeul 이건희, romanisation révisée I Geon-hui), né le 9 janvier 1942 à Daegu (Corée) et mort le 25 octobre 2020 à Séoul (Corée du Sud), était un chef d'entreprise sud-coréen, président du Groupe Samsung. 
En 1987, il hérite de la présidence du groupe à la mort de son père, Lee Byung-chul, et la transmet à son fils Lee Jay-yong, en 2020, dans les mêmes conditions.

## Biographie
Lee Kun-hee possède un diplôme en économie de l'université Waseda à Tokyo et un MBA obtenu à l'université George Washington aux États-Unis. Il est trilingue et parle couramment coréen, anglais et japonais. En 1996, il devient membre du Comité international olympique. Il est le troisième enfant de Lee Byung-chul, créateur du groupe Samsung ; il lui succède à sa mort, en 1987.
Avec une fortune estimée à 7,3 milliards de dollars en 2010, lui et sa famille sont classés parmi les hommes les plus riches du monde, selon le magazine Forbes. Il entre même dans le Top 100 des fortunes mondiales en 2012. 
En 2014, il est élu 35e personne la plus influente du monde selon Forbes et, en 2016, sa fortune est estimée à 14,6 milliards de dollars.
En 2018, sa fortune s'élèverait à 18 milliards de dollars.
Le 25 octobre 2020, Lee Kun-hee décède, après 6 ans d'hospitalisation et de convalescence dû à une crise cardiaque.

### Activités en tant que PDG Samsung
Au début des années 1990, pensant que Samsung est une entreprise qui produit en grande quantité des biens de moindre qualité et non préparée à s'attaquer au marché des biens de qualité supérieure, Lee Kun-hee déclare « changez tout, sauf votre femme et vos enfants ». Ce choix a depuis largement été recouvert de succès. L'une des filiales du groupe, Samsung Electronics, est désormais l'un des leaders mondiaux dans la construction et le développement de semi-conducteurs, et est classée parmi les 100 plus grandes entreprises du monde en 2005, par le magazine Fortune. 
D'après Park Je-song, chercheur au Korean Lobor Institute, il exerce « un pouvoir absolu sur les orientations du groupe comme sur le personnel ». En 1995, jugeant les téléphones portables produits par son entreprise de piètre qualité, il ordonne un « autodafé » de 150 000 téléphones dont les images sont retransmises dans la totalité des usines. Il fonde sa stratégie dans le « zéro défaut » et la culpabilisation des travailleurs. 
Dans un entretien, Lee Kun-hee exprime sa fierté concernant le fait que Samsung attire les personnes les plus brillantes de Corée du Sud, mais rajoute que son prochain but est d'attirer les talents du monde entier pour assurer à Samsung une place dans le classement des meilleures entreprises.
Il est impliqué dans un scandale avec de jeunes prostituées et, en 2008, il est accusé de corruption à l’égard de personnalités politiques et de juges, ainsi que d'avoir mis en place un système d'évasion fiscale qui lui aurait permis de détourner 8,9 milliards de dollars. Reconnaissant ses fautes, il démissionne de son poste de PDG, avant de le retrouver deux ans plus tard.
En 2014, il est victime d'une crise cardiaque. Son fils Jay-Yong Lee commence alors à prendre sa suite.
En 2016, il est confronté à un important échec commercial, avec l'échec du smartphone Galaxy Note 7, rappelé de la vente à cause de batteries défectueuses.
En avril 2018, l'ancien président sud-coréen Lee Myung-bak est inculpé pour corruption, abus de pouvoir, détournements de fonds et évasion fiscale. Il est notamment accusé d'avoir été soudoyé par le groupe Samsung pour accorder sa grâce présidentielle au président du groupe, Lee Kun-hee, condamné pour évasion fiscale.

### Vie privée
Lee Kun-hee est marié à Hong Ra-hee, une des femmes les plus riches de Corée et directrice exécutive de la fondation Hoam ; ils ont quatre enfants, un fils, Lee Jay-yong (1968), et trois filles, Boo-jin Lee (1970), Lee Seo-hyun (1973) et Lee Yoon-hyung (1979-2005).

### Famille
Jay-yong est vice-président de l'activité Samsung Electronics, ses filles, Boo-jin et Seo-hyun, sont respectivement vice-présidentes de Shilla et de Cheil Industries.
Yoon-hyung, qui étudia à l'université des femmes Ewha à Séoul et plus tard à l'université de New York, est retrouvée morte dans son appartement de Manhattan dans la nuit du 18 novembre 2005, vraisemblablement à la suite d'un suicide. Il n'a pas assisté à son enterrement, comme le veut la tradition bouddhiste qui stipule que les parents ne peuvent pas venir à l'enterrement d'une jeune femme non mariée[réf. nécessaire].
Sa fratrie et certains de ses enfants sont aussi cadres dans de grands groupes financiers sud-coréens. Le fils de son frère aîné est président de Groupe CJ, spécialisé dans la nourriture, les boissons et le divertissement. Le second fils de son frère aîné dirige Saehan Media, l'un des plus grands producteurs de support vierge. Sa grande sœur est la propriétaire du groupe Hansol, le plus grand fabricant de papier et producteur d'électronique et de télécommunication de Corée du Sud. L'une de ses sœurs est mariée à Koo Ja Hak, le frère de l'ancien président du groupe LG et lui-même ancien président de LG Semiconducteur. Il est le dirigeant d'une des plus importantes entreprises de services de restauration à domicile de Corée. Sa plus jeune sœur, Lee Myung-hee, est la présidente du groupe Shinsegae, la plus importante entreprise de distribution de Corée, avec la participation majeure du département Shinsegae et E-Mart.

## Récompenses
- En septembre 2006, Lee Kun-hee a reçu le Prix James A. Van Fleet de la part de la Korea Society.